# Генріх Йоганн Непомук фон Кранц
Генріх Йоганн Непомук фон Кранц (нім. Heinrich Johann Nepomuk Edler von Crantz; 25 листопада 1722, Люксембург — 18 січня 1797, Юденбург, Штирія) — австрійський лікар та ботанік.

## Біографія
Працював професором у Віденському університеті (став доктором медицини у 1750 році); вивчав питання акушерства разом з Андре Левре та Ніколасом Пюзо (фр. Nicolas Puzos) у Парижі, а також у Лондоні. Запропонував застосовувати більш досконалі прийоми гігієни при пологах.
ЕСБЄ повідомляє, що він був вигнаний Марією Терезією у Карніолію, де зайнявся металургією, а потім був повернений із заслання Йосипом II.
Докладний некролог Кранца був написаний Нейльрейхом («Verhandlungen der Zool. — bot. Gessellsch.», V, 33).